# Боржоми-Харагаульский национальный парк
Боржо́ми-Харагау́льский национальный парк (груз. ბორჯომ-ხარაგაულის ეროვნული პარკი) — национальный парк в центральной части Грузии, расположенный на территории Малого Кавказа.
Один из самых больших национальных парков в Европе, включает шесть административных районов, простирающихся от курорта Боржоми к городу Харагаули. Его площадь составляет 5,3 тыс.км ², что составляет 7,6 % всей территории Грузии.
Его уникальность в разнообразии географических и экологических зон, ландшафтов, исторических памятников и богатой флоры и фауны.
В парке выходит на поверхность источник минеральной воды «Боржоми».

## История
История создания Национального парка Боржоми-Харагаули в Грузии берёт своё начало в Средних веках, когда эти земли являлись владениями феодалов и использовались преимущественно для охоты.
В период вхождения Грузии в Российскую империю большое влияние на судьбы края оказал великий князь Михаил Николаевич, брат Александра II, бывший генерал-губернатором Закавказья. Он нашёл местную красоту парка впечатляющей и решил построить в нём свою летнюю резиденцию.
Позднее он оградил большую территорию и запретил охоту без особого разрешения, заложив тем самым фундамент для будущего парка.
Парк был основан в 1995 году при поддержке Всемирного фонда дикой природы (WWF) и германского правительства, но официально был открыт только в 2001 году.

## Галерея

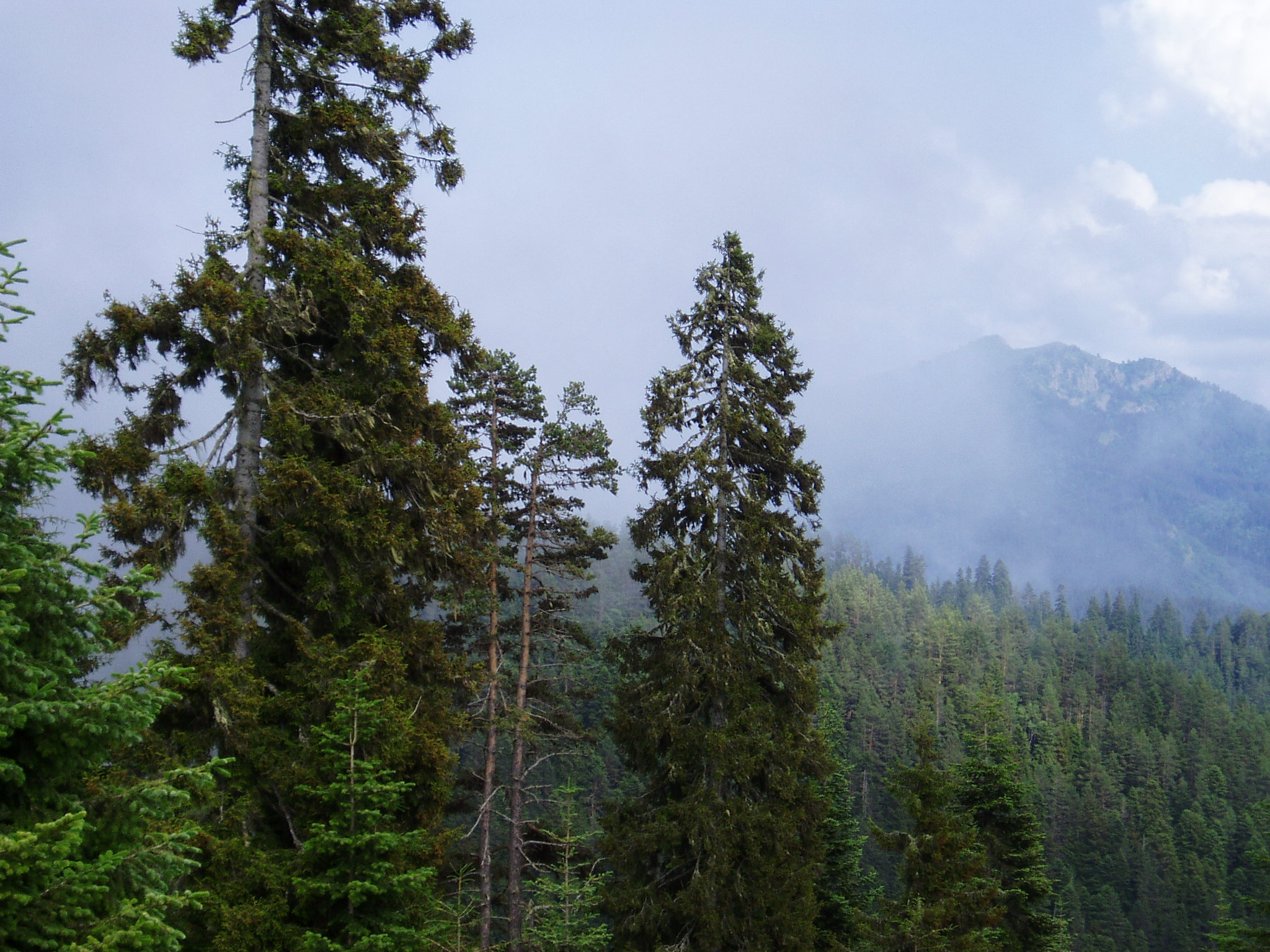
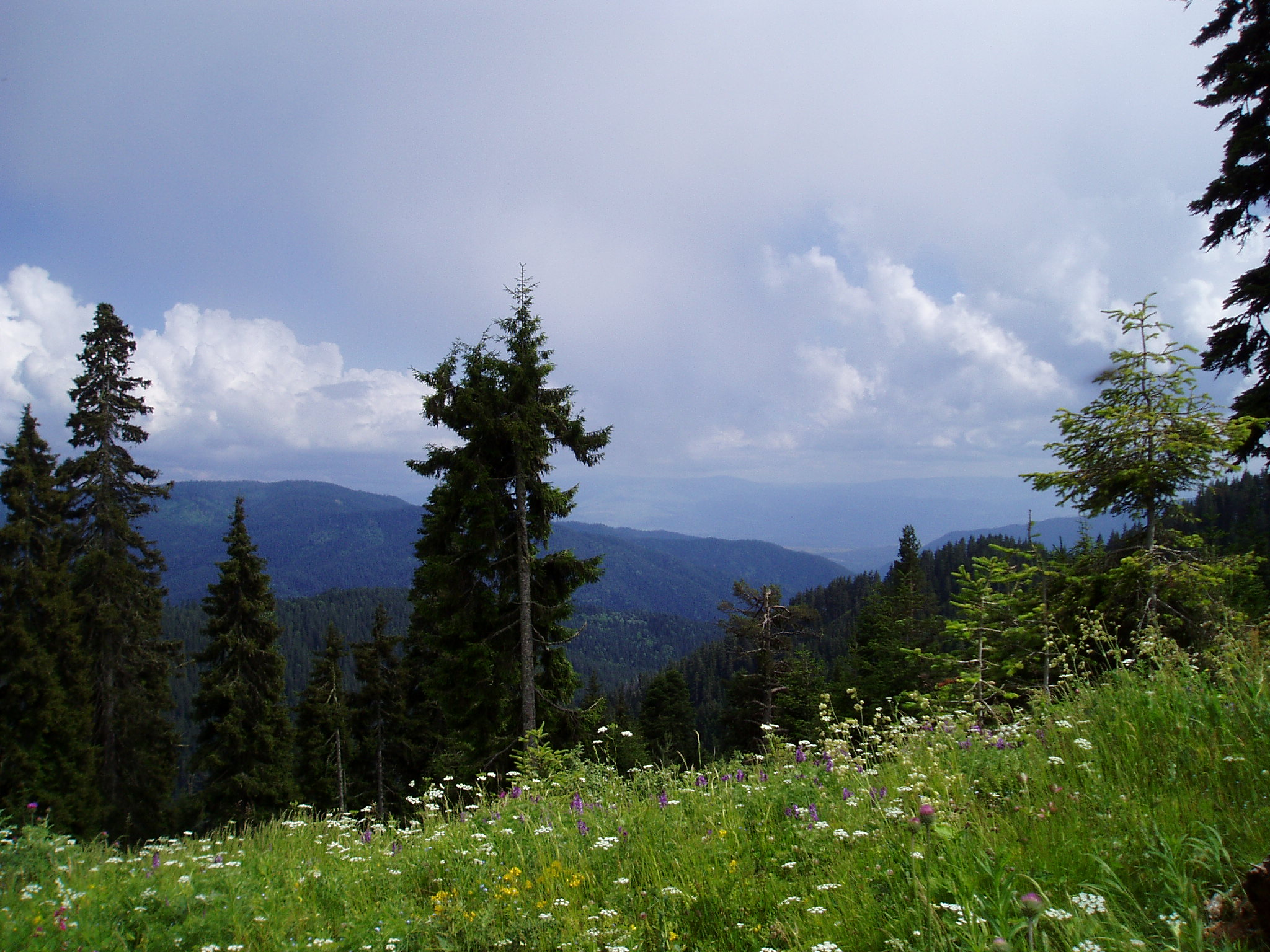
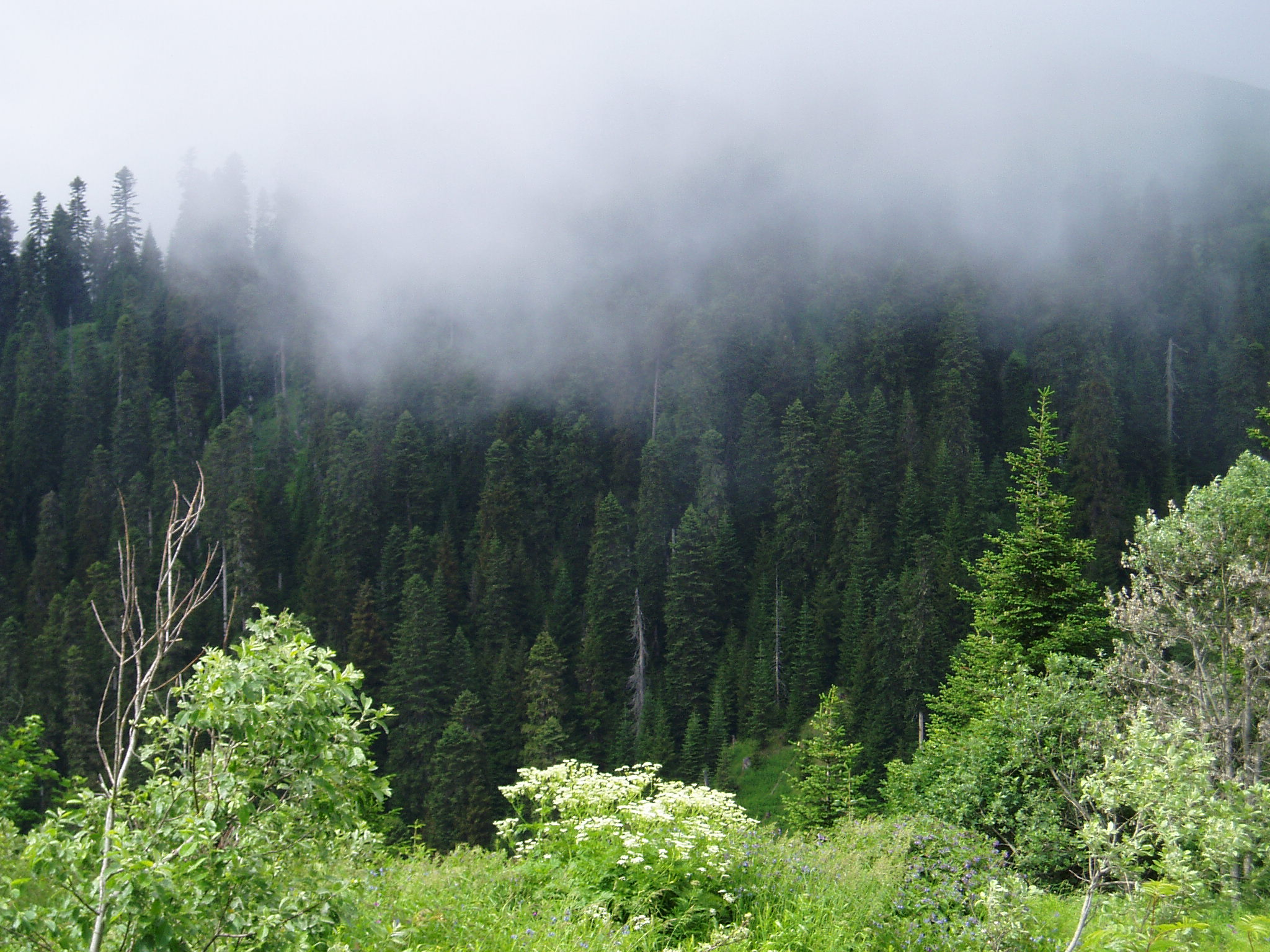
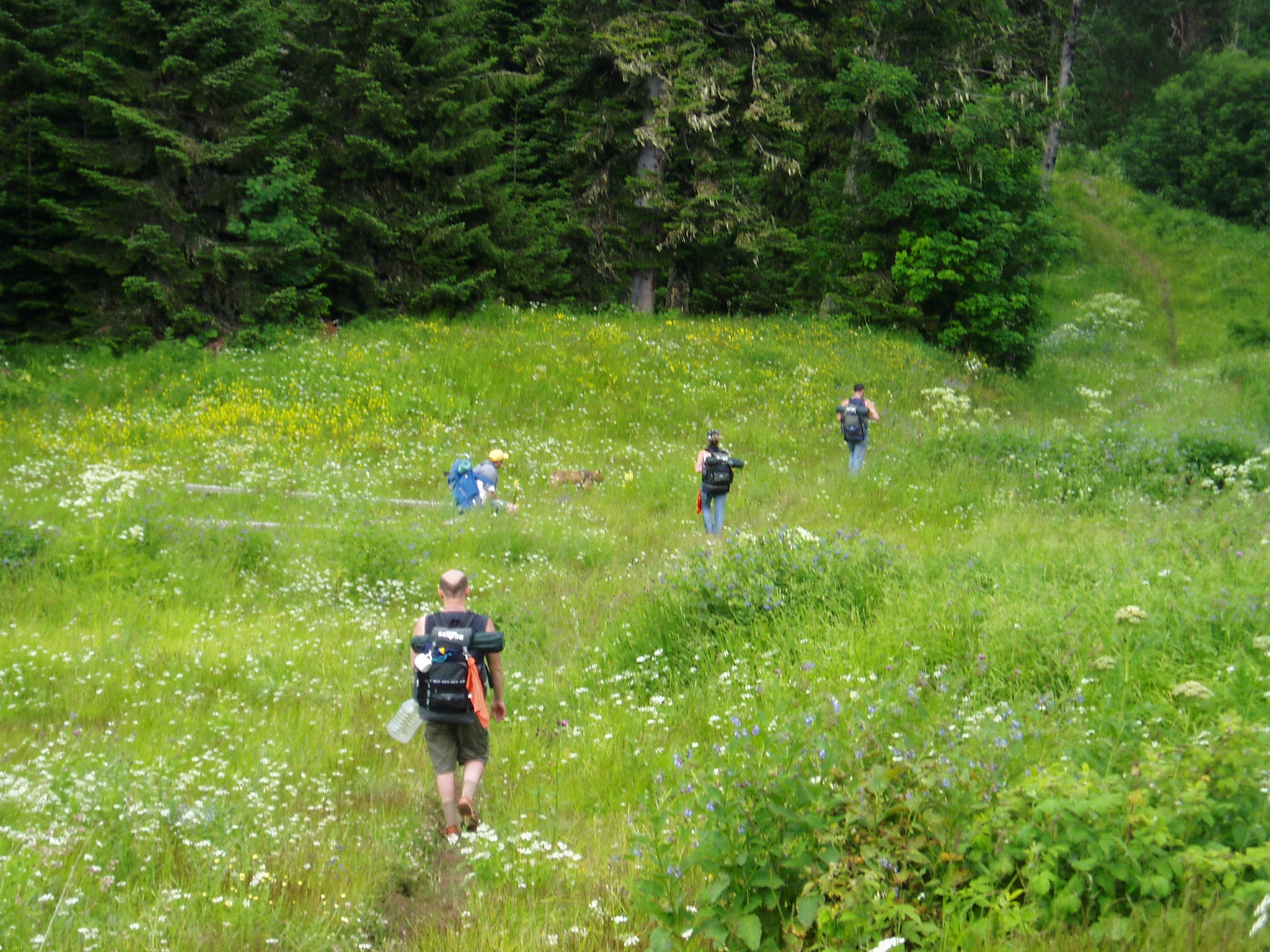
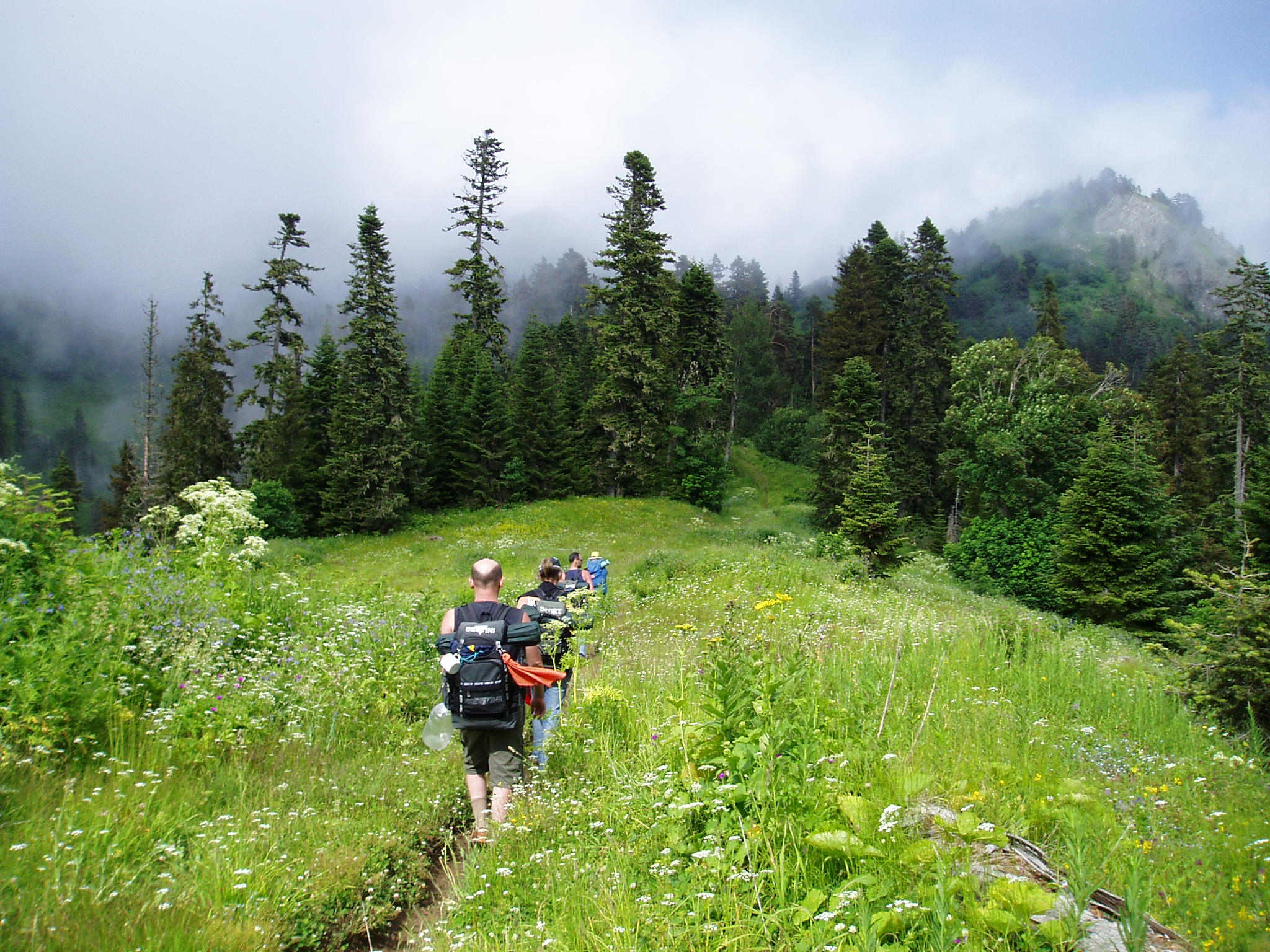
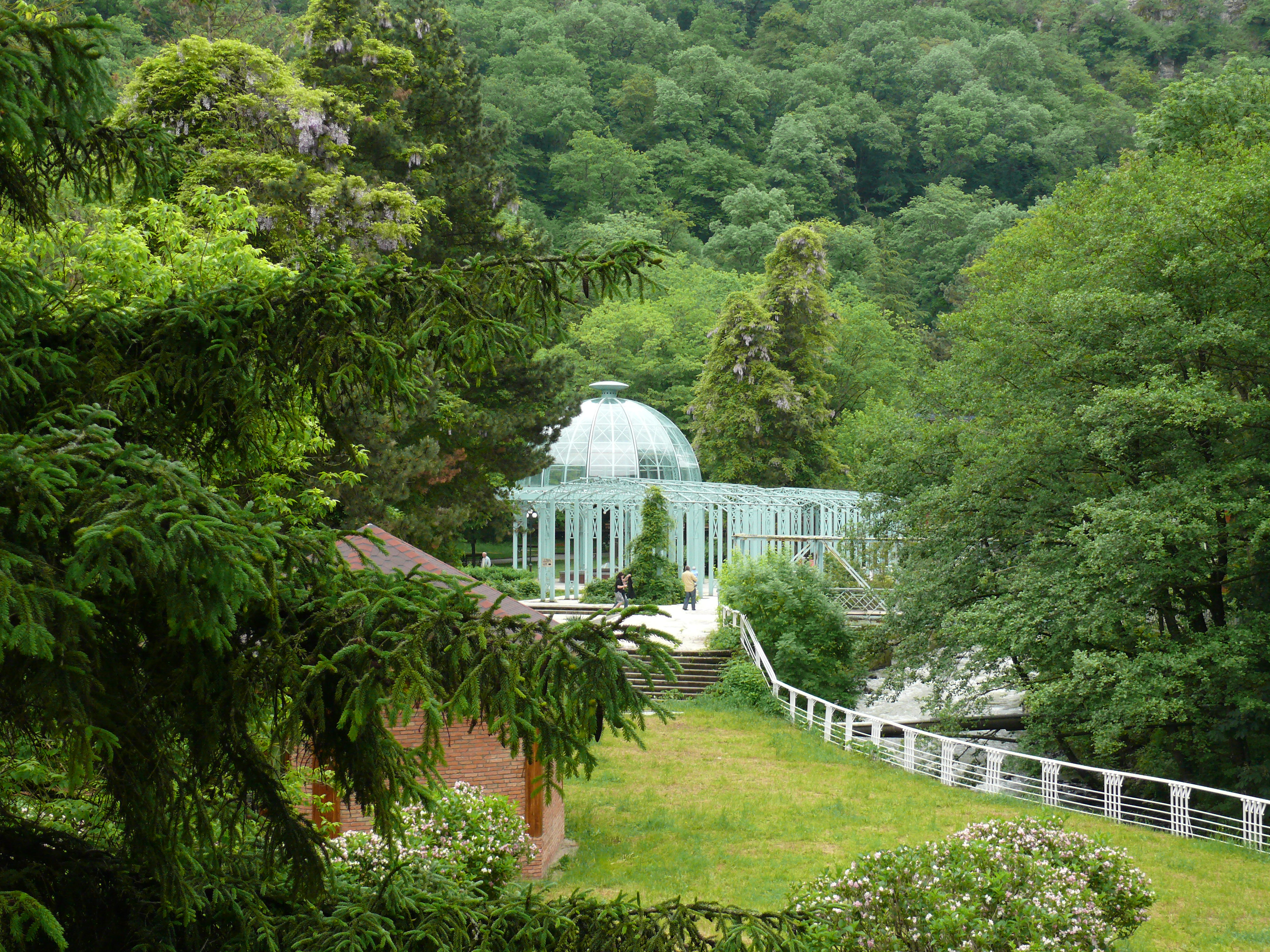
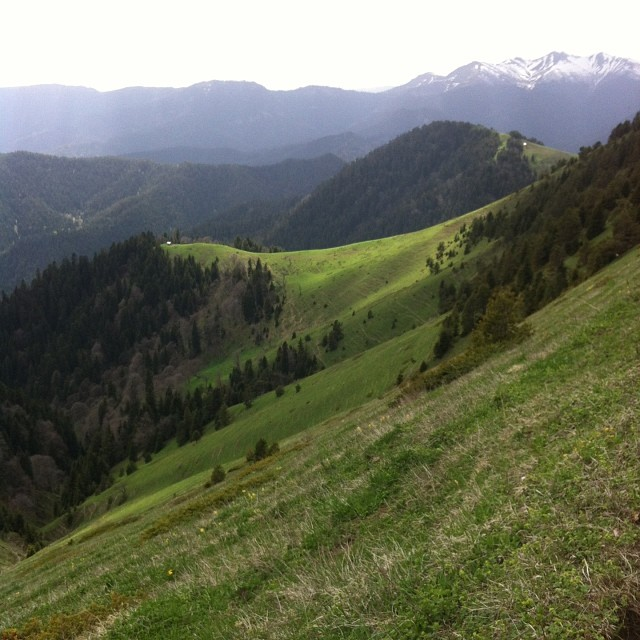